# Jovençan
Jovençan (arpità Dzovençan) és un municipi italià, situat a la regió de Vall d'Aosta. L'any 2007 tenia 747 habitants. Limita amb els municipis d'Aymavilles, Gressan i Sarre.

## Administració

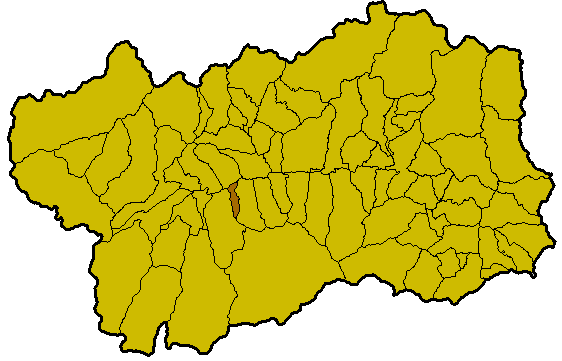
Situació de Jovençan a la Vall

| Període | Identitat       | Partit        |
| ------- | --------------- | ------------- |
| 2005-   | Sandro Pepellin | Llista cívica |